# Quách Ninh Ninh
Quách Ninh Ninh (tiếng Trung giản thể: 郭宁宁, bính âm Hán ngữ: Guō Níngníng, sinh tháng 7 năm 1970, người Hán) là nữ chính trị gia nước Cộng hòa Nhân dân Trung Hoa. Bà là Ủy viên dự khuyết Ủy ban Trung ương Đảng Cộng sản Trung Quốc khóa XX, hiện là Thường vụ Tỉnh ủy, Phó Bí thư Đảng tổ, Phó Tỉnh trưởng thường vụ Phúc Kiến.
Quách Ninh Ninh là đảng viên Đảng Cộng sản Trung Quốc, học vị Cử nhân Khoa học quản lý, MBA, Tiến sĩ Kinh tế học. Bà có sự nghiệp hơn 25 năm hoạt động lĩnh vực tài chính, ngân hàng, từng công tác ở Hồng Kông, Singapore rồi tham gia lãnh đạo địa phương.

## Xuất thân và giáo dục
Quách Ninh Ninh sinh vào tháng 7 năm 1970 ở thủ phủ Thẩm Dương của tỉnh Liêu Ninh, Cộng hòa Nhân dân Trung Hoa. Bà lớn lên và tốt nghiệp cao trung ở Thẩm Dương, thi cao khao vào năm 1987 và đỗ Đại học Thanh Hoa, lên thủ đô nhập học từ tháng 9 cùng năm, tốt nghiệp cử nhân chuyên ngành hệ thống tin tức quản lý vào tháng 7 năm 1991. Sau đó, bà tiếp tục theo học chương trình nghiên cứu sinh toàn thời gian ở Trường Quản lý kinh tế của Thanh Hoa, rồi nhận bằng thạc sĩ vào tháng 6 năm 1994. Sau đó 3 năm, bà trở lại làm nghiên cứu sinh sau đại học về toán kinh tế ở Thanh Hoa, trở thành Tiến sĩ Kinh tế học vào tháng 6 năm 2003. Ngoài Thanh Hoa, bà từng theo học tại chức về quản lý công thương cấp cao ở Trường Kinh doanh Quốc tế Trung Âu được hợp tác bởi Trung Quốc và Liên minh châu Âu, nhận thêm bằng MBA. Quách Ninh Ninh được kết nạp Đảng Cộng sản Trung Quốc vào tháng 3 năm 1999.

## Sự nghiệp

### Ngành ngân hàng
Tháng 7 năm 1994, sau 7 năm học ở Thanh Hoa, Quách Ninh Ninh được nhận vào làm việc ở Ngân hàng Trung Quốc (BOC), bắt đầu công tác ở trụ sở. Suốt giai đoạn 10 năm 1994–2004, bà là là kế toán viên công chứng với bằng Certified Public Accountant ở các đơn vị tại hội sở ngân hàng như bộ phận tín dụng thứ nhất, bộ phận quản lý tín dụng, bộ phận quản lý rủi ro. Vào tháng 7 năm 2004 trong thời điểm tròn 10 năm công tác ở ngân hàng, bà được bổ nhiệm làm Phó Giám đốc bộ phận rủi ro, sau đó 2 năm vào tháng 2 năm 2006 thì được điều chuyển vị trí công làm Ủy viên Đảng ủy, Phó Hành trưởng BOC Giang Tô. Tháng 3 năm 2010, bà trở lại hội sở làm Tổng giám rủi ro của bộ phận tổng thị trường tài chính, rồi Giám đốc của bộ phận này từ tháng 4 năm 2011. Sang tháng 11 cùng năm, bà được điều đến Hồng Kông làm Hành trưởng Ngân hàng Trung Quốc chi nhánh tại đặc khu hành chính này. Sau 3 năm Hồng Kông, bà tiếp tục được điều chuyển và lần này là ra nước ngoài làm Hành trưởng BOC chi nhánh Singapore. Tháng 4 năm 2016, bà trở về Trung Quốc đại lục, rời Ngân hàng Trung Quốc để chuyển tới Ngân hàng Nông nghiệp Trung Quốc, nhậm chức Đồng sự chấp hành, Phó Hành trưởng, Ủy viên Đảng ủy ngân hàng.

### Phúc Kiến
Tháng 10 năm 2018, sau gần 25 năm công tác ngân hàng, Quách Ninh Ninh rời lĩnh vực này, được điều tới Phúc Kiến, nhậm chức Phó Tỉnh trưởng, Thành viên Đảng tổ của Chính phủ Nhân dân tỉnh Phúc Kiến. Ở vị trí này, bà là người phụ nữ trẻ nhất ở Trung Quốc đại lục giữ cấp phó tỉnh, ở tuổi 48. Tại Phúc Kiến, bà phụ trách các lĩnh vực trong đó có thương mại thủy sản. Vào tháng 4 năm 2020, bà xuất hiện trên một chương trình phát trực tiếp thuộc chiến dịch quảng bá hải sản địa phương, ăn món lươn, ảnh hưởng làm cho chương trình phát sóng đã thu hút hơn 1 triệu người xem, khiến doanh số bán lươn hàng năm tăng vọt 628%. Sau 3 năm cho đến tháng 10 năm 2021, bà được bầu vào Ủy ban Thường vụ Tỉnh ủy Phúc Kiến, rồi đến ngày 20 tháng 11 thì giữ chức Phó Bí thư Đảng tổ, Phó Tỉnh trưởng thường vụ Phúc Kiến. Tháng 10 năm 2022, bà tham gia Đại hội Đảng Cộng sản Trung Quốc lần thứ XX từ đoàn đại biểu Phúc Kiến. Trong quá trình bầu cử tại đại hội, bà được bầu là Ủy viên dự khuyết Ủy ban Trung ương Đảng Cộng sản Trung Quốc khóa XX.

## Nhận định quốc tế
Vào năm 2021, Quách Ninh Ninh được tạp chí Time bầu chọn vào danh sách Time 100 Next của năm, được một số báo chí nhận định là "ngôi sao đang lên", là nhà lãnh đạo tương lai thế hệ thứ 7 của Trung Quốc.